# Davon Jefferson
Davon Jefferson (* 3. November 1986 in Lynwood, Kalifornien) ist ein professioneller amerikanischer Basketballspieler. Zurzeit spielt er in der russischen PBL für BK Jenissei aus Krasnojarsk.

## Karriere

### College
Jefferson war ab 2006 an der University of Southern California eingeschrieben und widmete sich in seinem ersten Collegejahr hauptsächlich seinem Studium. Erst ab dem zweiten Jahr wurde er dann regelmäßig im Hochschulteam Trojans in der NCAA eingesetzt. Anschließend wurde er in das „All-Freshman-First-Team“ der Pac-10 Conference der NCAA gewählt. Jefferson ließ sich nach diesem einen Jahr 2008 direkt auf die Liste für den Entry Draft der NBA setzen und wurde dennoch nicht ausgewählt.

### Profizeit
Im selben Jahr unterschrieb Jefferson seinen ersten Profivertrag bei Maccabi Haifa in der israelischen Superliga. Mit Maccabi erreichte er das Finale des israelischen Pokals und belegte Platz drei in der israelischen Meisterschaft. Auf das Startrecht im ULEB Cup hat Maccabi allerdings verzichtet. Nach seinem Wechsel zu ASVEL 2010 bestritt Jefferson neben der französischen Meisterschaft die ersten Spiele in der EuroLeague. Nach nur einem Jahr in Frankreich wechselte Jefferson in die russische PBL zu Triumph Ljuberzy. Neben der russischen Meisterschaft, in der er 2012 zum All-Season MVP gewählt wurde, erreichte er mit Triumph das Viertelfinale der Baltic Basketball League und den 3. Platz in der FIBA Eurochallenge 2012.
Im Sommer 2012 war er für wenige Spiele in Guangzhou bei Liu Sui Whampoa in der unterhalb der Chinese Basketball Association angesiedelten chinesischen Nationalliga aktiv. Ende November 2012 kehrte er schließlich nach Russland zurück, blieb aber im asiatischen Raum, und spielt seitdem für Jenissei Krasnojarsk.

## Auszeichnungen
- MVP der regulären Saison in der PBL 2012.